# Synchiropus atrilabiatus
Synchiropus atrilabiatus е вид бодлоперка от семейство Callionymidae. Видът не е застрашен от изчезване.

## Разпространение и местообитание
Разпространен е в Гватемала, Еквадор, Колумбия, Коста Рика, Мексико, Никарагуа, Панама, Перу, Салвадор, САЩ и Хондурас.
Среща се на дълбочина от 12 до 232 m, при температура на водата от 13 до 16,6 °C и соленост 34,8 – 34,9 ‰.